# Globicornis quadripunctata
Globicornis quadripunctata là một loài bọ cánh cứng trong họ Dermestidae. Loài này được Zhantiev miêu tả khoa học năm 1975.